# 1988. évi nyári olimpiai játékok
Az 1988. évi nyári olimpiai játékokat, hivatalos nevén a XXIV. nyári olimpiai játékokat 1988. szeptember 17. és október 2. között rendezték meg Dél-Korea fővárosában, Szöulban. A rendezésre pályázó Szöul és Nagoja közül 1981-ben döntött a Nemzetközi Olimpiai Bizottság a dél-koreai főváros mellett. Másodszor rendeztek nyári olimpiát az ázsiai földrészen.
A versenyeken százötvenkilenc nemzet nyolcezer-háromszázkilencvenegy sportolója vett részt. Három ország (Etiópia, Kuba és Nicaragua) bojkottálta az olimpiát a Dél-Korea és Észak-Korea közti konfliktus miatt.
A játékok kabalafigurája Hodori, egy stilizált szibériai tigris volt.

## Érdekességek
- Christa Luding-Rothenburger a calgaryi téli játékokon tavasszal gyorskorcsolyázásban aranyat és ezüstöt nyert, Szöulban a kerékpárpályán újabb ezüstöt nyert. Ő az egyetlen, aki ugyanabban az esztendőben képes volt mindkét olimpián érmet szerezni.
- Doppingvétségen érték Ben Johnsont, a 100 méteres síkfutás győztesét: vizeletében szteroidot találtak, s megfosztották aranyérmétől.

## Részt vevő nemzetek
Vastagítással kiemelve azok a nemzetek, amelyek első alkalommal vettek részt nyári olimpián.

- Afganisztán (AFG) (5 – 5 férfi)
- Algéria (ALG) (46 – 44 férfi, 2 nő)
- Amerikai Szamoa (ASA) (6 – 6 férfi)
- Amerikai Virgin-szigetek (ISV) (22 – 19 férfi, 3 nő)
- Andorra (AND) (3 – 3 férfi)
- Angola (ANG) (24 – 19 férfi, 5 nő)
- Antigua és Barbuda (ANT) (15 – 12 férfi, 3 nő)
- Argentína (ARG) (118 – 93 férfi, 25 nő)
- Aruba (ARU) (8 – 4 férfi, 4 nő)
- Ausztrália (AUS) (232 – 180 férfi, 52 nő)
- Ausztria (AUT) (73 – 66 férfi, 7 nő)
- Bahama-szigetek (BAH) (16 – 12 férfi, 4 nő)
- Bahrein (BRN) (7 – 7 férfi)
- Banglades (BAN) (6 – 6 férfi)
- Barbados (BAR) (17 – 16 férfi, 1 nő)
- Belgium (BEL) (59 – 35 férfi, 24 nő)
- Belize (BIZ) (10 – 10 férfi)
- Benin (BEN) (7 – 6 férfi, 1 nő)
- Bermuda (BER) (12 – 11 férfi, 1 nő)
- Bhután (BHU) (3 – 3 férfi)
- Bolívia (BOL) (7 – 6 férfi, 1 nő)
- Botswana (BOT) (8 – 8 férfi)
- Brazília (BRA) (160 – 127 férfi, 33 nő)
- Brit Virgin-szigetek (IVB) (3 – 3 férfi)
- Bulgária (BUL) (171 – 104 férfi, 67 nő)
- Burkina Faso (BUR) (6 – 5 férfi, 1 nő)
- Burma (BIR) (2 – 2 nő)
- Chile (CHI) (17 – 16 férfi, 1 nő)
- Ciprus (CYP) (9 – 7 férfi, 2 nő)
- Cook-szigetek (COK) (7 – 6 férfi, 1 nő)
- Costa Rica (CRC) (16 – 9 férfi, 7 nő)
- Csád (CHA) (6 – 6 férfi)
- Csehszlovákia (TCH) (163 – 110 férfi, 53 nő)
- Dánia (DEN) (78 – 57 férfi, 21 nő)
- Dél-Korea (KOR) (159 – 132 férfi, 27 nő)
- Dominikai Köztársaság (DOM) (16 – 15 férfi, 1 nő)
- Dzsibuti (DJI) (6 – 6 férfi)
- Ecuador (ECU) (13 – 10 férfi, 3 nő)
- Egyenlítői-Guinea (GEQ) (6 – 4 férfi, 2 nő)
- Egyesült Államok (USA) (527 – 332 férfi, 195 nő)
- Egyesült Arab Emírségek (UAE) (12 – 12 férfi)
- Egyiptom (EGY) (49 – 48 férfi, 1 nő)
- Elefántcsontpart (CIV) (28 – 11 férfi, 17 nő)
- Fidzsi-szigetek (FIJ) (23 – 19 férfi, 4 nő)
- Finnország (FIN) (78 – 59 férfi, 19 nő)
- Franciaország (FRA) (266 – 192 férfi, 74 nő)
- Fülöp-szigetek (PHI) (31 – 26 férfi, 5 nő)
- Gabon (GAB) (2 – 1 férfi, 1 nő)
- Gambia (GAM) (6 – 5 férfi, 1 nő)
- Ghána (GHA) (16 – 10 férfi, 6 nő)
- Görögország (GRE) (56 – 44 férfi, 12 nő)
- Grenada (GRN) (6 – 4 férfi, 2 nő)
- Guam (GUM) (19 – 14 férfi, 5 nő)
- Guatemala (GUA) (28 – 25 férfi, 3 nő)
- Guinea (GUI) (6 – 6 férfi)
- Guyana (GUY) (8 – 7 férfi, 1 nő)
- Haiti (HAI) (4 – 3 férfi, 1 nő)
- Holland Antillák (AHO) (3 – 2 férfi, 1 nő)
- Hollandia (NED) (147 – 93 férfi, 54 nő)
- Honduras (HON) (8 – 7 férfi, 1 nő)
- Hongkong (HKG) (48 – 38 férfi, 10 nő)
- India (IND) (46 – 39 férfi, 7 nő)
- Indonézia (INA) (29 – 23 férfi, 6 nő)
- Irak (IRQ) (27 – 27 férfi)
- Irán (IRI) (23 – 23 férfi)
- Írország (IRL) (61 – 52 férfi, 9 nő)
- Izland (ISL) (32 – 28 férfi, 4 nő)
- Izrael (ISR) (18 – 14 férfi, 4 nő)
- Jamaica (JAM) (35 – 24 férfi, 11 nő)
- Japán (JPN) (255 – 186 férfi, 69 nő)
- Észak-Jemen (YAR) (10 – 8 férfi, 2 nő)
- Dél-Jemen (YMD) (5 – 5 férfi)
- Jordánia (JOR) (7 – 5 férfi, 2 nő)
- Jugoszlávia (YUG) (155 – 117 férfi, 38 nő)
- Kajmán-szigetek (CAY) (8 – 7 férfi, 1 nő)
- Kamerun (CMR) (15 – 13 férfi, 2 nő)
- Kanada (CAN) (328 – 223 férfi, 105 nő)
- Katar (QAT) (10 – 10 férfi)
- Kenya (KEN) (74 – 70 férfi, 4 nő)
- Kína (CHN) (273 – 149 férfi, 124 nő)
- Kolumbia (COL) (40 – 36 férfi, 4 nő)
- Kongói Népköztársaság (CGO) (15 – 13 férfi, 2 nő)
- Közép-afrikai Köztársaság (CAF) (15 – 15 férfi)
- Kuvait (KUW) (32 – 32 férfi)
- Laosz (LAO) (3 – 2 férfi, 1 nő)
- Lengyelország (POL) (143 – 111 férfi, 32 nő)
- Lesotho (LES) (6 – 6 férfi)
- Libanon (LIB) (21 – 19 férfi, 2 nő)
- Libéria (LBR) (8 – 7 férfi, 1 nő)
- Líbia (LBA) (6 – 6 férfi)
- Liechtenstein (LIE) (12 – 9 férfi, 3 nő)
- Luxemburg (LUX) (8 – 5 férfi, 3 nő)
- Magyarország (HUN) (188 – 152 férfi, 36 nő)
- Malajzia (MAS) (9 – 5 férfi, 4 nő)
- Malawi (MAW) (16 – 16 férfi)
- Maldív-szigetek (MDV) (7 – 7 férfi)
- Mali (MLI) (6 – 5 férfi, 1 nő)
- Málta (MLT) (6 – 5 férfi, 1 nő)
- Marokkó (MAR) (27 – 24 férfi, 3 nő)
- Mauritánia (MTN) (6 – 6 férfi)
- Mauritius (MRI) (8 – 6 férfi, 2 nő)
- Mexikó (MEX) (83 – 66 férfi, 17 nő)
- Monaco (MON) (9 – 8 férfi, 1 nő)
- Mongólia (MGL) (28 – 24 férfi, 4 nő)
- Mozambik (MOZ) (8 – 6 férfi, 2 nő)
- Nagy-Britannia (GBR) (345 – 219 férfi, 126 nő)
- NDK (GDR) (259 – 157 férfi, 102 nő)
- NSZK (FRG) (347 – 244 férfi, 103 nő)
- Nepál (NEP) (16 – 13 férfi, 3 nő)
- Niger (NIG) (6 – 6 férfi)
- Nigéria (NGR) (69 – 61 férfi, 8 nő)
- Norvégia (NOR) (70 – 44 férfi, 26 nő)
- Nyugat-Szamoa (WSM) (11 – 11 férfi)
- Olaszország (ITA) (253 – 212 férfi, 41 nő)
- Omán (OMA) (8 – 8 férfi)
- Pakisztán (PAK) (30 – 30 férfi)
- Panama (PAN) (6 – 6 férfi)
- Pápua Új-Guinea (PNG) (11 – 9 férfi, 2 nő)
- Paraguay (PAR) (10 – 10 férfi)
- Peru (PER) (21 – 7 férfi, 14 nő)
- Portugália (POR) (64 – 55 férfi, 9 nő)
- Puerto Rico (PUR) (47 – 44 férfi, 3 nő)
- Románia (ROU) (68 – 32 férfi, 36 nő)
- Ruanda (RWA) (6 – 3 férfi, 3 nő)
- Saint Vincent és a Grenadine-szigetek (VIN) (6 – 5 férfi, 1 nő)
- Salamon-szigetek (SOL) (4 – 4 férfi)
- Salvador (ESA) (6 – 5 férfi, 1 nő)
- San Marino (SMR) (11 – 11 férfi)
- Sierra Leone (SLE) (12 – 11 férfi, 1 nő)
- Spanyolország (ESP) (229 – 200 férfi, 29 nő)
- Srí Lanka (SRI) (6 – 4 férfi, 2 nő)
- Suriname (SUR) (6 – 4 férfi, 2 nő)
- Svájc (SUI) (99 – 72 férfi, 27 nő)
- Svédország (SWE) (205 – 168 férfi, 37 nő)
- Szaúd-Arábia (KSA) (9 – 9 férfi)
- Szenegál (SEN) (23 – 22 férfi, 1 nő)
- Szingapúr (SIN) (8 – 7 férfi, 1 nő)
- Szíria (SYR) (13 – 13 férfi)
- Szomália (SOM) (5 – 5 férfi)
- Szovjetunió (URS) (481 – 319 férfi, 162 nő)
- Szudán (SUD) (8 – 8 férfi)
- Szváziföld (SWZ) (11 – 11 férfi)
- Tajvan (TPE) (61 – 43 férfi, 18 nő)
- Tanzánia (TAN) (10 – 10 férfi)
- Thaiföld (THA) (14 – 12 férfi, 2 nő)
- Togo (TOG) (6 – 6 férfi)
- Tonga (TGA) (5 – 4 férfi, 1 nő)
- Törökország (TUR) (41 – 36 férfi, 5 nő)
- Trinidad és Tobago (TRI) (6 – 4 férfi, 2 nő)
- Tunézia (TUN) (41 – 39 férfi, 2 nő)
- Uganda (UGA) (24 – 20 férfi, 4 nő)
- Új-Zéland (NZL) (83 – 67 férfi, 16 nő)
- Uruguay (URU) (15 – 14 férfi, 1 nő)
- Vanuatu (VAN) (4 – 3 férfi, 1 nő)
- Venezuela (VEN) (17 – 15 férfi, 2 nő)
- Vietnám (VIE) (9 – 8 férfi, 1 nő)
- Zambia (ZAM) (29 – 29 férfi)
- Zaire (ZAI) (15 – 13 férfi, 2 nő)
- Zimbabwe (ZIM) (29 – 23 férfi, 6 nő)

## Olimpiai versenyszámok
Huszonöt sportágban kétszázharminchét versenyszámot rendeztek. Ténylegesen a férfi torna lólengés számában három, gyűrű és nyújtó számában két-két olimpiai bajnokot avattak, így az olimpián kiosztott bajnoki címek száma kettőszáznegyvenegy volt. A hivatalos programban a következő versenyszámok szerepeltek:
| Versenyszámok az 1988. évi nyári olimpiai játékokon |        |        |        |        |        |        |          |
| Sportág, szakág                                     | Egyéni | Egyéni | Egyéni | Csapat | Csapat | Csapat |          |
| Sportág, szakág                                     | férfi  | női    | nyílt  | férfi  | női    | nyílt  | összesen |
| Asztalitenisz                                       | 1      | 1      | 0      | 1      | 1      | 0      | 4        |
| Atlétika                                            | 22     | 16     | 0      | 2      | 2      | 0      | 42       |
| Birkózás                                            | 20     | 0      | 0      | 0      | 0      | 0      | 20       |
| Cselgáncs                                           | 7      | 0      | 0      | 0      | 0      | 0      | 7        |
| Evezés                                              | 1      | 1      | 0      | 7      | 5      | 0      | 14       |
| Gyeplabda                                           | 0      | 0      | 0      | 1      | 1      | 0      | 2        |
| Íjászat                                             | 1      | 1      | 0      | 1      | 1      | 0      | 4        |
| Kajak-kenu                                          | 4      | 1      | 0      | 5      | 2      | 0      | 12       |
| Kerékpározás                                        | 5      | 2      | 0      | 2      | 0      | 0      | 9        |
| Kézilabda                                           | 0      | 0      | 0      | 1      | 1      | 0      | 2        |
| Kosárlabda                                          | 0      | 0      | 0      | 1      | 1      | 0      | 2        |
| Labdarúgás                                          | 0      | 0      | 0      | 1      | 0      | 0      | 1        |
| Lovaglás                                            | 0      | 0      | 3      | 0      | 0      | 3      | 6        |
| Műugrás                                             | 2      | 2      | 0      | 0      | 0      | 0      | 4        |
| Műúszás                                             | 0      | 1      | 0      | 1      | 0      | 0      | 2        |
| Ökölvívás                                           | 12     | 0      | 0      | 0      | 0      | 0      | 12       |
| Öttusa                                              | 1      | 0      | 0      | 1      | 0      | 0      | 2        |
| Ritmikus sportgimnasztika                           | 0      | 1      | 0      | 0      | 0      | 0      | 1        |
| Röplabda                                            | 0      | 0      | 0      | 1      | 1      | 0      | 2        |
| Sportlövészet                                       | 6      | 4      | 3      | 0      | 0      | 0      | 13       |
| Súlyemelés                                          | 10     | 0      | 0      | 0      | 0      | 0      | 10       |
| Tenisz                                              | 1      | 1      | 0      | 1      | 1      | 0      | 4        |
| Torna                                               | 7      | 5      | 0      | 1      | 1      | 0      | 14       |
| Úszás                                               | 13     | 13     | 0      | 3      | 2      | 0      | 31       |
| Vízilabda                                           | 0      | 0      | 0      | 1      | 0      | 0      | 1        |
| Vitorlázás                                          | 2      | 0      | 0      | 5      | 1      | 0      | 8        |
| Vívás                                               | 3      | 1      | 0      | 3      | 1      | 0      | 8        |
|                                                     |        |        |        |        |        |        |          |
| Összesen                                            | 118    | 50     | 6      | 39     | 21     | 3      | 237      |

## Éremtáblázat
A hétszázharminckilenc – kettőszáznegyvenegy arany-, kettőszázharmincnégy ezüst- és kettőszázhatvannégy bronzérmen ötvenkettő ország osztozott.
| Az 1988. évi nyári olimpiai játékok éremtáblázatának első tíz helyezettje | Az 1988. évi nyári olimpiai játékok éremtáblázatának első tíz helyezettje | Az 1988. évi nyári olimpiai játékok éremtáblázatának első tíz helyezettje | Az 1988. évi nyári olimpiai játékok éremtáblázatának első tíz helyezettje | Az 1988. évi nyári olimpiai játékok éremtáblázatának első tíz helyezettje | Olimpia  |
| ------------------------------------------------------------------------- | ------------------------------------------------------------------------- | ------------------------------------------------------------------------- | ------------------------------------------------------------------------- | ------------------------------------------------------------------------- | -------- |
|                                                                           | Ország                                                                    | Arany                                                                     | Ezüst                                                                     | Bronz                                                                     | Összesen |
| 1.                                                                        | Szovjetunió (URS)                                                         | 55                                                                        | 31                                                                        | 46                                                                        | 132      |
| 2.                                                                        | NDK (GDR)                                                                 | 37                                                                        | 35                                                                        | 30                                                                        | 102      |
| 3.                                                                        | Egyesült Államok (USA)                                                    | 36                                                                        | 31                                                                        | 27                                                                        | 94       |
| 4.                                                                        | Dél-Korea (KOR)                                                           | 12                                                                        | 10                                                                        | 11                                                                        | 33       |
| 5.                                                                        | NSZK (FRG)                                                                | 11                                                                        | 14                                                                        | 15                                                                        | 40       |
| 6.                                                                        | Magyarország (HUN)                                                        | 11                                                                        | 6                                                                         | 6                                                                         | 23       |
| 7.                                                                        | Bulgária (BUL)                                                            | 10                                                                        | 12                                                                        | 13                                                                        | 35       |
| 8.                                                                        | Románia (ROU)                                                             | 7                                                                         | 11                                                                        | 6                                                                         | 24       |
| 9.                                                                        | Franciaország (FRA)                                                       | 6                                                                         | 4                                                                         | 6                                                                         | 16       |
| 10.                                                                       | Olaszország (ITA)                                                         | 6                                                                         | 4                                                                         | 4                                                                         | 14       |
|                                                                           |                                                                           |                                                                           |                                                                           |                                                                           |          |
| Összesen                                                                  | Összesen                                                                  | 241                                                                       | 234                                                                       | 264                                                                       | 739      |

## A magyar csapat szereplése
A játékokon Magyarországot 188 sportoló képviselte. A megnyitóünnepségen a magyar zászlót Vaskuti István olimpiai bajnok kenus vitte.
A magyar sportolók kilenc sportágban összesen 23 – 11 arany-, 6 ezüst- és 6 bronz- – érmet szereztek. A legeredményesebb magyarországi versenyző Darnyi Tamás úszó volt. Az aranyérmek száma az 1968. évi mexikói olimpia óta először haladta meg a tízet, de a megszerzett érmek száma és a pontszerző helyezések száma is csökkent az 1980-as moszkvai olimpiához viszonyítva.
A magyar csapat tizenöt sportágban, illetve szakágban összesen 211 olimpiai pontot szerzett. A magyar csapat szerepléséről részletesen lásd a Magyarország az 1988. évi nyári olimpiai játékokon szócikket.